# Chusquea pinifolia
Chusquea pinifolia är en gräsart som först beskrevs av Christian Gottfried Daniel Nees von Esenbeck, och fick sitt nu gällande namn av Christian Gottfried Daniel Nees von Esenbeck. Chusquea pinifolia ingår i släktet Chusquea och familjen gräs. Inga underarter finns listade i Catalogue of Life.